# Tuffi ai campionati europei di nuoto 2014 - Trampolino 3 metri maschile
La competizione di tuffi dal trampolino 3 metri maschile dei campionati europei di nuoto 2014 si è svolta in due fasi. Il turno eliminatorio, a cui hanno partecipato 27 atleti, si è svolto la mattina del 21 agosto. I migliori dodici hanno gareggiano per le medaglie nella finale che si è tenuta nel pomeriggio dello stesso giorno.

## Medaglie
| Posizione | Atleta           | Paese    |
| --------- | ---------------- | -------- |
| Oro       | Patrick Hausding | Germania |
| Argento   | Il'ja Zacharov   | Russia   |
| Bronzo    | Illja Kvaša      | Ucraina  |

## Risultati
In verde sono indicate le atlete ammesse alla finale.
| Pos. | Atlete              | Nazionalità   | Eliminatorie | Eliminatorie | Finale | Finale |
| Pos. | Atlete              | Nazionalità   | Punti        | Pos.         | Punti  | Pos.   |
| ---- | ------------------- | ------------- | ------------ | ------------ | ------ | ------ |
|      | Patrick Hausding    | Germania      | 465.20       | 2            | 487.85 | 1      |
|      | Il'ja Zacharov      | Russia        | 469.40       | 1            | 483.20 | 2      |
|      | Illja Kvaša         | Ucraina       | 431.35       | 6            | 477.20 | 3      |
| 4    | Evgenij Kuznecov    | Russia        | 457.45       | 5            | 471.40 | 4      |
| 5    | Jack Laugher        | Gran Bretagna | 460.70       | 3            | 471.20 | 5      |
| 6    | Matthieu Rosset     | Francia       | 426.45       | 7            | 443.45 | 6      |
| 7    | Oleh Kolodij        | Ucraina       | 414.10       | 9            | 435.30 | 7      |
| 8    | Stephan Feck        | Germania      | 459.85       | 4            | 429.50 | 8      |
| 9    | Andrzej Rzeszutek   | Polonia       | 421.65       | 8            | 406.55 | 9      |
| 10   | Jesper Tolvers      | Svezia        | 402.10       | 12           | 400.70 | 10     |
| 11   | Michele Benedetti   | Italia        | 405.50       | 11           | 399.55 | 11     |
| 12   | Giovanni Tocci      | Italia        | 406.00       | 10           | 365.85 | 12     |
| 13   | Yorick de Bruijn    | Paesi Bassi   | 384.45       | 13           |        |        |
| 14   | Chris Mears         | Gran Bretagna | 371.05       | 14           |        |        |
| 15   | Stefanos Paparounas | Grecia        | 368.90       | 15           |        |        |
| 16   | Antoine Catel       | Francia       | 365.35       | 16           |        |        |
| 17   | Constantin Blaha    | Austria       | 358.15       | 17           |        |        |
| 18   | Jaŭhen Karalëŭ      | Bielorussia   | 350.25       | 18           |        |        |
| 19   | Chola Chanturia     | Georgia       | 348.80       | 19           |        |        |
| 20   | Vinko Paradzik      | Svezia        | 341.90       | 20           |        |        |
| 21   | Espen Valheim       | Norvegia      | 341.10       | 21           |        |        |
| 22   | Andrei Pawluk       | Bielorussia   | 338.20       | 22           |        |        |
| 23   | Alberto Arévalo     | Spagna        | 318.20       | 23           |        |        |
| 24   | Jouni Kallunki      | Finlandia     | 311.50       | 24           |        |        |
| 25   | Fabian Brandl       | Austria       | 310.85       | 25           |        |        |
| 26   | Kacper Lesiak       | Polonia       | 281.80       | 26           |        |        |
| 27   | Botond Bóta         | Ungheria      | 240.95       | 27           |        |        |